# 김현찬
김현찬(金顯燦, 1988년 1월 2일 ~ )은 대한민국의 바둑 기사이다.

## 약력
서울 출신으로 충암바둑도장에서 바둑을 배웠다. 제1회 제주삼다수배 전국아마최강전과 제37기 하이원배명인전 아마선발전 B조, 제90회 전국체육대회(대전)-일반부, 제36회 학초배 바둑대회 주니어부에서 우승했다. 2011년 제130회 일반입단대회를 통해 입단했다.
2012년 제1회 바이링배 본선과 제17기 천원전 본선, 2013년 2013 메지온배 오픈신인왕전 본선에 진출했다. 2014년 2014국수산맥 한중단체바둑대항전에 한국대표로 출전하여 준우승을 차지했으며, 2014 KB국민은행 한국바둑리그에 출전했다. 2014년 3단을 거쳐 2015년 8월에 4단으로 승단하였다. 2015년 제43기 하이원리조트배 명인전 본선에 올랐다. 2018년 5단으로 승단했다.